# Propriété d'ensemble parfait
En théorie descriptive des ensembles, un sous-ensemble d'un espace polonais a la propriété d'ensemble parfait s'il est dénombrable ou bien possède un sous-ensemble parfait non vide. Notons que posséder la propriété d'ensemble parfait n'est pas équivalent à être un ensemble parfait.
Puisque tout espace polonais parfait non vide a toujours la puissance du continu, et que l'ensemble des réels forme un espace polonais, un ensemble de réels avec la propriété d'ensemble parfait ne peut être un contre-exemple à l'hypothèse du continu, statuant que tout ensemble de réels non dénombrable possède la puissance du continu.
Le théorème de Cantor-Bendixson établit que les ensembles fermés d'un espace polonais X ont la propriété d'ensemble parfait sous une forme particulièrement forte : tout sous-ensemble fermé de X peut être écrit de manière unique comme union disjointe d'un ensemble parfait et d'un ensemble dénombrable. En particulier, tout espace polonais indénombrable possède la propriété d'ensemble parfait, et peut s'écrire comme l'union disjointe d'un ensemble parfait et d'un ensemble dénombrable.
L'axiome du choix implique l'existence d'ensembles de réels qui n'ont pas la propriété d'ensemble parfait, tels que les ensembles de Bernstein (en). Cependant, dans le modèle de Solovay, qui satisfait tous les axiomes de ZF mais pas l'axiome du choix, tout ensemble de réels a la propriété d'ensemble parfait ; l'utilisation de l'axiome du choix est donc nécessaire. Tout ensemble analytique (en) a la propriété d'ensemble parfait. Il suit de l'existence de cardinaux suffisamment grands que tout ensemble projectif (en) a la propriété d'ensemble parfait.